# Galeazzo Maria Sforza
Galeazzo Maria Sforza (født 24. januar 1444, død 26. december 1476) var hertug af Milano og far til Catharina Sforza, hertuginde af Forlì og Imola.